# Canin (film)
Canin (în greacă „'Κυνόδοντας'” / '”Kynódontas'”) este cel de-al doilea film de lung-metraj regizat de cineastul grec Yorgos Lanthimos.

## Intriga
Un cuplu cu trei copii adulți, un fiu și două fiice, locuiesc la periferia unui oraș într-o casă cu o grădină mare, o piscină și un zid foarte înalt, iar copiii nu au mers niciodată în afara proprietății lor. Copiii sunt izolați în mod intenționat, iar părinții le induc o imagine denaturată a realității; de exemplu, sunt învățați că un zombie este o mică floare galbenă, că marea este un scaun, că solnița se numește „telefon”.

## Distribuția
Christos Stergioglou - tatăl
Michelle Valley - mama
Aggeliki Papoulia – fiica cea mare
Mary Tsoni – fiica cea mică
Christos Passalis - fiul
Anna Kalaitzidou - Christina

## Producția
Canin este primul film produs de către Boo Productions, o companie de publicitate din Atena. Centrul de Film al Greciei a sponsorizat crearea filmului cu aproximativ 200.000 de euro

## Critica
Filmul a primit premiul „Un Certain Regard” la Festivalul de la Cannes din 2009.

## Premii
| Festival                              | Categoria                                        | Câștigător/Nominalizat                 | Câștigător |
| ------------------------------------- | ------------------------------------------------ | -------------------------------------- | ---------- |
| Cannes Film Festival                  | Prix Un Certain Regard                           | Yorgos Lanthimos                       | Da         |
| Dublin International Film Festival    | Premiul Criticilor                               | Yorgos Lanthimos                       | Da         |
| Estoril Film Festival                 | Grande Premio                                    | Yorgos Lanthimos                       | Da         |
| Greek Film Academy Awards             | Cel mai bun film                                 | Yorgos Lanthimos                       | Da         |
| Greek Film Academy Awards             | Cel mai bun regizor                              | Yorgos Lanthimos                       | Da         |
| Greek Film Academy Awards             | Cel mai bun scenariu                             | Yorgos Lanthimos and Efthimis Filippou | Da         |
| Greek Film Academy Awards             | Cea mai bună actriță                             | Aggeliki Papoulia                      | Nu         |
| Greek Film Academy Awards             | Cel mai bun actor                                | Christos Sterioglou                    | Nu         |
| Greek Film Academy Awards             | Cel mai bun actor în rol secundar                | Christos Passalis                      | Da         |
| Greek Film Academy Awards             | Cea mai bună post-producție                      | Yorgos Mavropsaridis                   | Da         |
| Greek Film Academy Awards             | Award for Special Effects and Film Innovation    | George and Roulis Alahouzos            | Nu         |
| Mar del Plata Film Festival           | Cel mai bun film                                 | Yorgos Lanthimos                       | Nu         |
| Montréal Festival of New Cinema       | Feature Film Award                               | Yorgos Lanthimos                       | Da         |
| RiverRun International Film Festival  | Cel mai bun regizor                              | Yorgos Lanthimos                       | Da         |
| Sarajevo Film Festival                | Special Prize of the Jury                        | Yorgos Lanthimos                       | Da         |
| Sarajevo Film Festival                | Heart of Sarajevo (Cea mai bună actriță)         | Aggeliki Papoulia and Mary Tsoni       | Da         |
| Sitges Film Festival                  | Premiul pentru cel mai bun film de ficțiune      | Yorgos Lanthimos                       | Da         |
| Sitges Film Festival                  | Citizen Kane Premiul pentru revelația regizorală | Yorgos Lanthimos                       | Da         |
| Sitges Film Festival                  | Cel mai bun film                                 | Yorgos Lanthimos                       | Nu         |
| Stockholm International Film Festival | Bronze Horse                                     | Yorgos Lanthimos                       | Da         |